# Elektro-Material AG
Die Elektro-Material AG (EM) mit Hauptsitz in Zürich ist ein auf den Vertrieb von Elektroinstallationsmaterial spezialisiertes Schweizer Grosshandelsunternehmen, verfügt schweizweit über 9 Niederlassungen und beschäftigt rund 750 Mitarbeitende. Im Jahr 2020 erwirtschaftete das Unternehmen einen Umsatz von 570 Millionen CHF.

## Tätigkeitsgebiet
EM vertreibt Elektroinstallationsmaterial wie Schalter und Stecker, Steuerungen, Schütze, Drähte und Kabel, Rohre, Leitungen, Beleuchtung, Geräte und Zubehör für Smart Home, Kommunikation/Multimedia, Elektromobilität, Photovoltaik, ausgewählte Elektro-Haushaltsgeräte, sowie sonstige Elektrokomponenten und Werkzeuge. Das Sortiment umfasst rund 250 000 gelistete Artikel.  
Mit über 200 Elektrofachleuten bietet EM Beratungsleistungen wie herstellerneutrale Produkteberatung, Beratung bei der Planung von Ladeinfrastrukturen für Elektromobilität und Schulungen für Elektroinstallateure. 
EM Licht bietet Serviceleistungen rund um das Thema Licht, von der Lichtplanung über die Projektierung bis zur Begleitung der Umsetzung von Lichtprojekten. 
EM Industrie bietet Beratungsleistungen, Produkte und Logistiklösungen für den Elektromaterialbedarf in Maschinenbau und Industrie. 
Mit dem  ecowin-Label entrichtet EM jährlich Fördergelder von bis zu CHF 1 000 000.- für energiesparende Produkte und Projekte. 
Abnehmer sind hauptsächlich Elektroinstallationsunternehmen, sowie Industriebetriebe, Energieversorgungsunternehmen, Unternehmen im Bereich Facility Management und andere professionelle Kunden. 

## Geschichte
Das Unternehmen wurde 1913 durch die Kabelwerke Cossonay gegründet und verfügte anfänglich über Niederlassungen in  Zürich und Basel. 1917 folgten weitere Niederlassungen in Bern, Lausanne und Lugano, 1918 eine weitere in Genf. 1983 wurde die Niederlassung in Luzern eröffnet. 
1994 wurde EM in die Alcatel Schweiz AG eingegliedert. 2001 wurde EM in die im Jahr 2000 von Alcatel gegründete Nexans Schweiz AG eingegliedert. Anfang 2006 wurde die Elektro-Material AG von der französischen Nexans-Gruppe an die ebenfalls französische Rexel-Gruppe verkauft.
2006 eröffnete EM die Niederlassung in Sion und übernahm 2011 die Grossauer Handels AG in Heiden. Im Jahr 2014 erfolge die Übernahme und Integration der Elevite AG mit der Marke EM Licht.